# Hackerzwischenfall am Klimaforschungszentrum der University of East Anglia

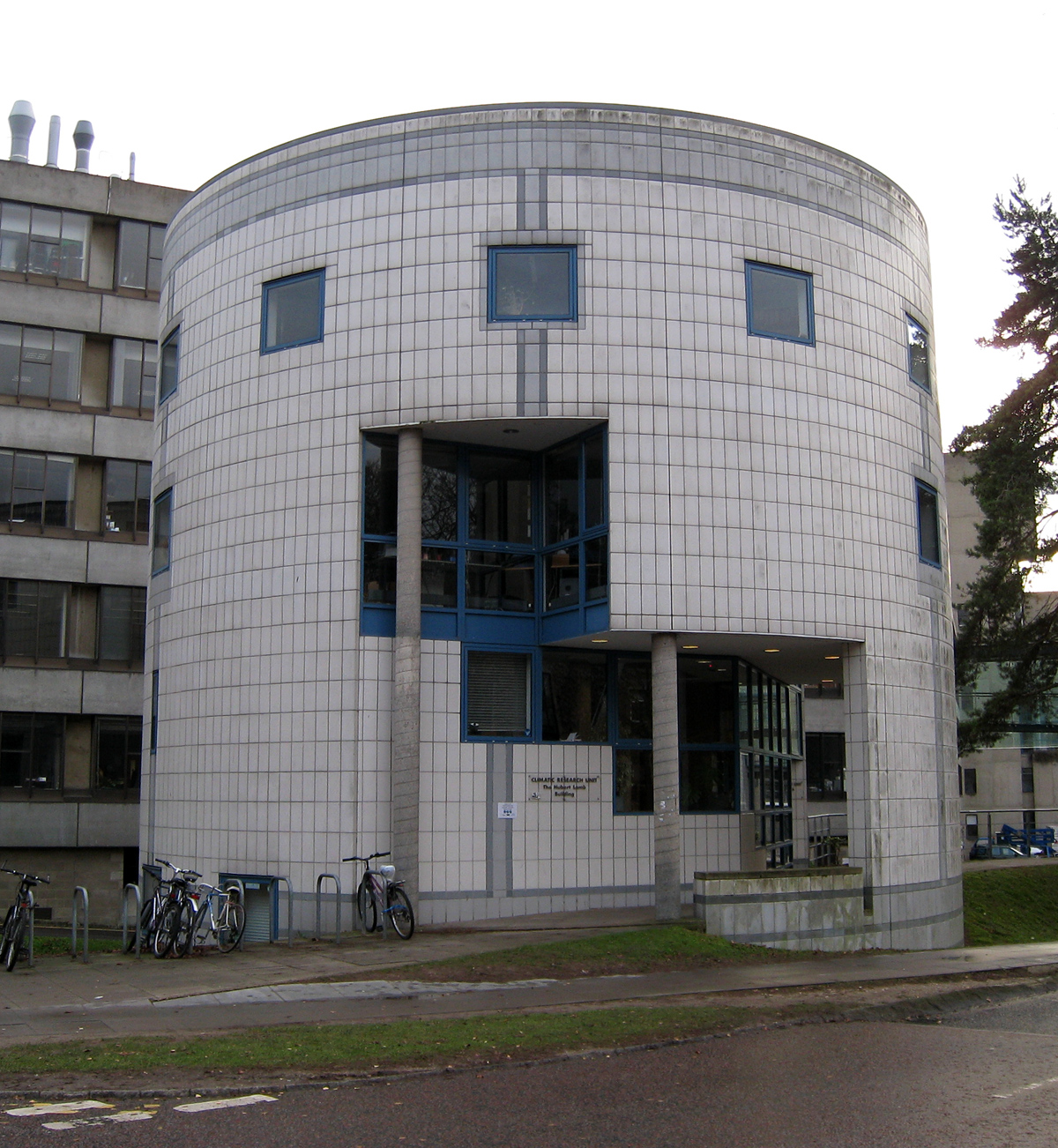
Das Hubert Lamb Building an der University of East Anglia, in dem die Climatic Research Unit ihren Sitz hat.

Beim Hackerzwischenfall am Klimaforschungszentrum der University of East Anglia, von Klimawandelleugnern und manchen Medienschaffenden auch als Climategate bezeichnet, wurden im November 2009 Dokumente von Forschern der Climatic Research Unit (CRU) der University of East Anglia im Vereinigten Königreich durch Hacker gestohlen, selektiv zitiert, um den Eindruck von Betrug zu erwecken, und ins Internet gestellt. Der Datendiebstahl erfolgte durch einen ausgeklügelten, sorgfältig abgestimmten Angriff über das Internet.
Innerhalb von zwei Tagen nach dem Diebstahl begannen eine Reihe von stark durch fossile Energieunternehmen finanzierte Organisationen wie z. B. Cato Institute, Americans for Prosperity, Heritage Foundation und Competitive Enterprise Institute eine internationale PR-Kampagne gegen die Klimaforschung sowie die wenige Tage später stattfindende UN-Klimakonferenz in Kopenhagen. Der Vorfall und die daraufhin gegen die betroffenen Klimaforscher erhobenen Vorwürfe wissenschaftlicher Unredlichkeit erregten unmittelbar im Vorfeld der Klimakonferenz Aufsehen in Blogs und fanden Erwähnung in internationalen Medien. Klimaleugner zogen die Affäre dabei als „Beleg“ dafür heran, dass es keinen Klimawandel gebe und es sich bei diesem um einen Schwindel handele.
Infolge der Veröffentlichungen der Anschuldigungen erfolgten Untersuchungen verschiedener Institutionen, bei denen sich kein Hinweis auf wissenschaftliches Fehlverhalten ergab. In der Wissenschaft wird die sog. Climategate-Kontroverse als künstlich kreierter Skandal betrachtet und zu einer Reihe von „Schlägen“ gegen die Klimaforschung gezählt, die von einer „gut finanzierten, hochgradig komplexen und relativ koordinierten 'Leugnungsmaschinerie' ausgeführt wurden“.  Eine große Rolle bei der öffentlichen Propagierung des vermeintlichen Skandals spielten die fossilen Energiemächte Saudi-Arabien und Russland, wobei es gerade Saudi-Arabien um die Sabotage der UN-Klimakonferenz in Kopenhagen 2009 ging, die kurze Zeit später begann.

## Ablauf

### Hacking
Die University of East Anglia meldete am 20. November 2009 den Vorfall der Polizei, nachdem im Internet bereits Diskussionen stattgefunden hatten. Die bis 1996 zurückreichenden E-Mails wurden zuerst auf einen russischen Server hochgeladen und mit folgendem anonymen Kommentar versehen: We feel that climate science is too important to be kept under wraps. We hereby release a random selection of correspondence, code, and documents. Hopefully it will give some insight into the science and the people behind it. (Übersetzung: „Wir glauben, dass die Klimaforschung zu wichtig ist, um unter Verschluss gehalten zu werden. Hiermit veröffentlichen wir eine zufällige Auswahl von Briefwechseln, Codes und Dokumenten. Hoffentlich vermittelt sie Einsicht in diese Wissenschaft und die Menschen, die dahinter stehen.“) WikiLeaks stellte die Dateien dauerhaft zur Verfügung.
Die Dokumente, über 1.073 E-Mails und 3.485 andere Dateien, stammen aus einem Zeitraum von 1996 bis 2009 und sind laut Philip D. Jones, dem Direktor der CRU, echt. Über die Urheber des Datendiebstahls ist nichts Genaueres bekannt geworden. Hinterlassene Spuren deuten allerdings darauf hin, dass Akteure aus der russischen Stadt Jekaterinburg beteiligt gewesen sein könnten.
Hintergrund des Hackings war die Suche von Klimaleugnern nach Möglichkeiten, die Existenz der globalen Erwärmung abzustreiten. Ziel des Hackings wurde dabei der Klimaforscher Philip D. Jones, dessen Forschungszentrum zuvor Schlüsseldaten für diese Auffassung geliefert hatte.
2011 wurden im Vorfeld der Klimakonferenz in Durban erneut E-Mails der CRU veröffentlicht. Diese stammen ebenfalls aus der Zeit vor 2009.

### Rosinenpicken und Verbreitung
Nach dem Diebstahl wurden die E-Mails nach Material durchforstet, selektiv aufbereitet und anschließend an die Presse weitergegeben. Angewandt wurde dabei die Taktik des quote-minings, einer Unterart des Rosinenpickens: Durch selektives Zitieren einzelner Sätze bei gleichzeitigem Weglassen des Kontextes wurden Klimaforschern irreführende Aussagen in den Mund gelegt, um den Eindruck zu erwecken, dass diese betrügerisch gehandelt hätten, obwohl aus dem Kontext der Mails hervorging, dass tatsächlich technische Details diskutiert wurden. Die selektiven Zitate dienten dabei als Basis für die Behauptung, dass es sich bei der globalen Erwärmung tatsächlich um eine Verschwörung handele. Anschließend wurden die bearbeiteten Mails verbreitet, woraufhin weltweite mediale Berichterstattung erfolgte. Eine Schlüsselrolle bei der Erschaffung und Verbreitung der sog. „Climategate-Kontroverse“ spielten dabei sowohl verschiedene Klimaleugnerblogs sowie Myron Ebell und Christopher Horner, zwei Klimaleugner, die zum Führungskreis des Competitive Enterprise Institutes sowie der eng damit verbundenen Cooler Heads Coalition gehören und zu den zentralen Akteuren der Klimaleugnerszene zählen.
Insbesondere die folgenden zwei rosinengepickte Zitate wurden immer als Beleg für betrügerisches Vorgehen von Klimaforschern angeführt: Ein Zitat aus einem Mailaustausch zwischen Philip D. Jones und Michael E. Mann und eine E-Mail von Kevin Trenberth. Bei ersterer Mail schrieb Jones:

“I’ve just completed Mike’s Nature trick of adding in the real temps to each series for the last 20 years (i.e. from 1981 onwards) and from 1961 for Keith’s to hide the decline.”

„Ich habe gerade Mikes Nature-Trick genutzt, indem ich die tatsächlichen Temperaturen bei jeder Serie der letzten 20 Jahre (also ab 1981) und bei den Daten von Keith ab 1961 mit berücksichtigt habe, um den Rückgang zu verbergen.“

Vielfach wurden dabei vor allem die Passagen „Mike's nature trick“ und „hide the decline“ zitiert, um zu suggerieren, dass Klimaforscher mit einem Trick absichtlich einen Rückgang der globalen Temperaturen versteckten. So erklärte z. B. die US-Republikanerin Sarah Palin, die E-Mails legten offen, dass „führende Klima-'Experten' vorsätzlich Temperaturaufzeichnungen zerstört und Daten manipuliert [hätten], um den Rückgang der globalen Temperatur verschwinden zu lassen“. Tatsächlich zeigt der volle Kontext der Mail, dass sich Klimaforscher nicht etwa verschworen haben, um Daten verschwinden zu lassen, sondern vielmehr technische Details diskutierten. Dabei ging es in der E-Mail überhaupt nicht um aktuelle Temperaturdaten, sondern um ein Verfahren für den Umgang mit paläoklimatischen Daten. Mikes Trick beschreibt dabei eine von ihm 1998 in einem Nature-Paper beschriebene Technik, mit der Temperaturmessdaten mit rekonstruierten paläoklimatologischen Daten gemeinsam dargestellt werden können und damit die aktuelle Erwärmung in den längeren paläoklimatologischen Kontext eingeordnet werden können. Ebenfalls bezieht sich der in der Mail angeführte Rückgang nicht auf Temperaturdaten, sondern auf ein rückläufiges Baumringwachstum in bestimmten Regionen, das seit etwa 1960 festgestellt wurde; eine Thematik, die seit Mitte der 1990er Jahre in der Fachliteratur diskutiert wird („Divergenz-Problem“).
In der zweiten Mail von Kevin Trenberth schrieb dieser:

“The fact is that we can’t account for the lack of warming at the moment and it is a travesty that we can’t.”

„Fakt ist, dass wir derzeit den Mangel an Erwärmung nicht erklären können – und es ist eine Farce dass wir es nicht können“

Von Klimaleugnern wurde diese Aussage fälschlich als Beleg interpretiert, dass Klimaforscher intern offen eingestehen würden, dass die Erderwärmung gestoppt habe. Vielmehr schrieb Trenberth über eine kurz zuvor von ihm publizierte Arbeit, in der es um das Energiebudget der Erde ging und um die Frage des Energieflusses und dessen Verteilung. In dem Paper erörtert er, dass die Erde als Ganzes sich zwar kontinuierlich durch mehr Kohlendioxid erwärmt, die Erdoberfläche aber immer wieder auch kurze Phasen der Abkühlung zeigt, die durch interne Variabilität verursacht werden, weil die Erdatmosphäre und Ozeane Energie austauschen. Tatsächlich äußert Trenberth in der zitierten Aussage der Mail seine Enttäuschung darüber, dass diese Energieflüsse im Klimasystem nicht vollständig erfasst werden können, eine Aussage, die er zuvor in der Fachliteratur auch bereits publiziert hatte. Durch Quote-Mining wurde Trenberths Aussage über den „Mangel an Erwärmung“ bewusst verkürzt und ohne Kontext präsentiert, sodass die Tatsache verschwiegen wurde, dass er tatsächlich nur die Zusammenfassung seines Papers wiedergab.

### Versuche der Kriminalisierung
Der republikanische US-Senator Jim Inhofe forderte strafrechtliche Ermittlungen gegen Klimaforscher, die in die E-Mail-Kontroverse verwickelt seien, und ließ seine Mitarbeiter eine Liste mit den Namen von 17 Wissenschaftlern anfertigen, gegen die vorgegangen werden solle. Wissenschaftler reagierten mit scharfer Kritik auf Inhofes Forderung. Rick S. Piltz, ein ehemaliger hochrangiger Mitarbeiter im Climate Change Science Program der USA, bezeichnete Inhofes Vorgehen als Teil einer koordinierten Kampagne, deren Ziel die Einschüchterung von Forschern sei. Der Klimatologe Gavin Schmidt erklärte, Inhofes Botschaft sei es, dass Wissenschaftler, die sich an die Öffentlichkeit wendeten, eingeschüchtert, drangsaliert und bedroht würden. Ähnlich äußerte sich Raymond Bradley, der das Klimaforschungszentrum der University of Massachusetts Amherst leitet. Mehrere der betroffenen Wissenschaftler erhielten seit Beginn der Kontroverse eine Flut von Hass-Mails. Die Klimaforscher Michael E. Mann und Stephen Schneider berichteten von Gewalt- und Morddrohungen gegen sie selbst und Familienangehörige.
Der republikanische Politiker und Attorney General von Virginia, Ken Cuccinelli, versuchte seit April 2010, die University of Virginia zur Herausgabe von Daten und Unterlagen zu zwingen, die mit früheren Forschungsprojekten des Klimaforschers Michael E. Mann zusammenhängen. Cuccinelli wollte gegen Mann eine juristische Untersuchung anstrengen unter dem Verdacht der angeblichen Erschleichung von Forschungsgeldern mithilfe manipulierter Klimadaten und berief sich dabei auf die E-Mail-Kontroverse. Er legte jedoch keinerlei Beweise für irgendein Fehlverhalten des Wissenschaftlers vor und überging die entlastenden Berichte mehrerer offizieller Untersuchungskommissionen. Cuccinellis Aktionen stießen in wissenschaftlichen Kreisen auf massive Kritik und wurden als Angriff auf die Freiheit der Wissenschaft gebrandmarkt. 19 Professoren der Old Dominion University zogen in einer gemeinsamen Stellungnahme Parallelen zwischen Cuccinellis Vorgehen und der McCarthy-Ära. Proteste kamen auch von der American Association for the Advancement of Science (AAAS) und von der Union of Concerned Scientists (UCS), die dem Attorney General Falschbehauptungen vorwarf. Mehr als 900 US-Wissenschaftler unterzeichneten eine Petition, in der Cuccinelli aufgefordert wurde, die „völlig ungerechtfertigte“ Untersuchung zu stoppen. Die führende Fachzeitschrift Nature bezeichnete in einem Editorial Cuccinellis Vorgehen als „ideologisch motivierte Inquisition“, durch die Wissenschaftler drangsaliert und eingeschüchtert würden. Die Washington Post kommentierte, der Attorney General habe der Forschungsfreiheit den Krieg erklärt. Selbst der Klimaskeptiker Stephen McIntyre verurteilte Cuccinellis Vorgehen.
Die Hochschullehrervereinigung American Association of University Professors (AAUP), der fast 50.000 US-Wissenschaftler angehören, und die Bürgerrechtsorganisation American Civil Liberties Union (ACLU) forderten im Mai 2010 die Universität von Virginia auf, sich gegen Cuccinellis Forderung auf Datenherausgabe juristisch zur Wehr zu setzen, und boten der Universität ihre Unterstützung an. Nachdem die Universität dann Rechtsmittel gegen die Forderung des Attorney General eingelegt hatte, entschied ein Gericht in erster Instanz, dass Cuccinellis Forderung nicht nachvollziehbar begründet sei. Das Gericht gab damit der Universität in ihrer Entscheidung Recht, die Herausgabe der Daten abzulehnen. Nachdem der Attorney General in Berufung gegangen war, entschied der Oberste Gerichtshof von Virginia im März 2012, dass Cuccinelli nicht die rechtliche Befugnis hatte, die Herausgabe solcher Daten und Unterlagen zu verlangen. Die Entscheidung beendete den zwei Jahre dauernden Rechtsstreit und wurde von Kommentatoren als politische Blamage für Cuccinelli gewertet, der sich mit der Kampagne gegen den Klimaforscher für seine anstehende Kandidatur um den Gouverneursposten habe profilieren wollen.
Als Reaktion auf die Aktionen von Inhofe und Cuccinelli wurde von Wissenschaftlern ein Offener Brief veröffentlicht, den 255 Mitglieder der National Academy of Sciences unterzeichneten, darunter 11 Nobelpreisträger. Die Unterzeichner forderten darin die Beendigung der „McCarthy-artigen Verfolgung unserer Kollegen“. In dem Brief wurde auch Bestürzung geäußert über die Art und Weise, wie „Klimawandelverneiner“ nicht nur die Klimaforschung im Allgemeinen, sondern auch einzelne Klimaforscher angreifen würden. Derartige Angriffe würden nicht von einem aufrichtigen Streben nach alternativen Erklärungen geleitet, sondern von „Interessengruppen oder Dogmen“. Die Unterzeichner forderten außerdem ein Ende der Drangsalierung von Wissenschaftlern durch Politiker, die Ablenkungen suchten, um Klimaschutz zu verhindern.

## Offizielle Untersuchungen

### Hintergrund
Zur Prüfung der Anschuldigungen gegen die Klimaforscher wurde eine Reihe von offiziellen Untersuchungen durchgeführt.
Der Wissenschaftsausschuss des britischen Unterhauses, eine gemeinsame Untersuchungskommission der University of East Anglia und der britischen Royal Society sowie eine weitere parlamentarische, von der Universität unabhängige Untersuchungskommission setzten sich mit den Vorwürfen gegen die Forscher um Phil Jones in der CRU auseinander. Eine Untersuchungskommission der amerikanischen Pennsylvania State University und der Inspector General der National Science Foundation beschäftigten sich mit den Vorwürfen gegen Michael E. Mann. Eine weitere offizielle Untersuchung wurde durch die US-Umweltbehörde EPA durchgeführt.
Phil Jones ließ für die Dauer der Untersuchung sein Amt als Direktor der CRU ruhen. Er wurde in dieser Zeit durch Peter Liss ersetzt.

### Science and Technology Committee
Der Wissenschaftsausschuss des britischen Unterhauses, das Science and Technology Committee, kam zu dem Ergebnis, dass den Wissenschaftlern der Climatic Research Unit kein Vorwurf zu machen sei. Es könne nicht unterstellt werden, dass die Wissenschaftler bei der Zurückweisung von Anfragen über Forschungsergebnisse versucht hätten, die Öffentlichkeit über Klimadaten im Unwissen zu lassen. Gerügt wurde allerdings die Universität für ihren Umgang mit Nachfragen im Rahmen des Freedom of Information Act.

### Untersuchungskommission der University of East Anglia und der Royal Society
Die University of East Anglia berief einen Ausschuss zur Bewertung der Wissenschaftlichkeit (Science Assessment Panel), die Besetzung wurde mit der Royal Society abgestimmt. Vorsitzender war Ronald Oxburgh, der frühere Vorsitzende des Wissenschaftsausschusses im britischen Oberhaus; Mitglieder waren Kerry Emanuel vom Massachusetts Institute of Technology, Huw Davies von der ETH Zürich, Lisa Graumlich von der University of Arizona, David Hand vom Imperial College London sowie Herbert Huppert und Michael Kelly von der University of Cambridge.
Die Untersuchungskommission entlastete ebenfalls Jones und seine Kollegen. Es gebe „keine Beweise für vorsätzliches wissenschaftliches Fehlverhalten“, die Wissenschaftler um Jones hätten ihre Arbeit „ordentlich und genau“ gemacht und seien bei der Datenauswertung „objektiv und leidenschaftslos“ gewesen. Die Untersuchungskommission verurteilte zudem den scharfen Tonfall der Klimawandelleugner.
Kommissionsmitglied David Hand erklärte, die CRU habe zwar keine falschen, aber nicht immer die optimalen Methoden zur statistischen Datenauswertung benutzt. Dies habe jedoch nicht zu erkennbaren Verfälschungen geführt.

### Untersuchung durch die Pennsylvania State University und die National Science Foundation
Die Pennsylvania State University, an der Michael E. Mann forscht, berief eine Untersuchungskommission zur Prüfung der gegen ihn erhobenen Anschuldigungen ein. Dem Gremium gehörten fünf Professoren aus anderen Fachbereichen der Universität an. Die Kommission kam nach Abschluss der Untersuchungen einstimmig zu dem Ergebnis, dass Mann sich keines wissenschaftlichen Fehlverhaltens schuldig gemacht habe. Bereits zuvor hatte ein dreiköpfiges Komitee der Universität nach Abschluss einer ersten Untersuchung Anschuldigungen zurückgewiesen, dass Mann Daten zurückgehalten oder brisante E-Mails gelöscht hätte.
In einem Untersuchungsbericht des Inspector General der National Science Foundation (NSF) wurden die Ergebnisse der universitären Untersuchung im Wesentlichen bestätigt. Bezüglich des Vorwurfs der Datenmanipulation führte die NSF eine eigene Untersuchung durch, bei der auch Kritiker von Manns Studien gehört wurden. Abschließend stellte auch die NSF fest, dass keine Beweise für wissenschaftliches Fehlverhalten durch Mann vorlägen.

### Untersuchungskommission unter Muir Russell
Die parlamentarische, von der Universität unabhängige Untersuchung wurde von Sir Muir Russell geleitet. Der Kommission gehörten außerdem Geoffrey Boulton, Peter Clarke, David Eyton und James Norton an. Nach sechsmonatiger Prüfung und Anhörung zahlreicher Zeugen veröffentlichte die Kommission am 7. Juli 2010 ihren Abschlussbericht. Darin kam auch sie zu dem Ergebnis, dass die gegen Jones und seine Kollegen erhobenen Vorwürfe der Datenmanipulation und Unterdrückung von Kritikern unberechtigt seien. Es gebe keine Hinweise auf Voreingenommenheit oder irreführende Analysen seitens der Forscher, auch hätten sie ihre Stellung nicht zum Nachteil von Kritikern missbraucht. Es sei kein Beleg für ein Verhalten gefunden worden, das die Schlussfolgerungen des IPCC untergraben würde, und es gebe keinerlei Hinweise auf eine Untergrabung des Peer-Review-Prozesses. Die Schlüsseldaten für die Reproduzierbarkeit der Forschungsergebnisse der CRU seien jedem kompetenten Interessierten zugänglich gewesen. Die Russell-Kommission kritisiert jedoch, Jones und seine Kollegen hätten bei der Anfertigung einer Grafik im Jahr 1999, die in ähnlicher Form in den Dritten Sachstandsbericht des IPCC einging, die Bearbeitung der Daten für die Grafik explizit deutlich machen müssen. Dieses Versäumnis sei jedoch wohl ohne Absicht unterlaufen. Auch hätten sowohl die CRU-Wissenschaftler wie auch die University of East Anglia ein „beständiges Muster“ gezeigt, nicht das „angemessene Maß an Offenheit“ gegenüber Kritikern ihrer Arbeit zu demonstrieren. Die Aufrichtigkeit und Disziplin der CRU-Forscher stehe aber nicht in Frage.

### Untersuchung durch die EPA
Nach mehrmonatiger Prüfung aller E-Mails entlastete auch die US-Umweltbehörde EPA die Klimaforscher, die lediglich „freimütige Diskussionen“ geführt hätten, und erhob stattdessen schwere Vorwürfe gegen deren Kritiker. Diese hätten die wissenschaftlichen Sachverhalte missverstanden und falsche Anschuldigungen erhoben. Dabei hätten die Kritiker die E-Mails oft nur selektiv gelesen und sich bei ihren Vorwürfen auf Übertreibungen verlegt.

### Reaktionen auf die Untersuchungen
Die Untersuchungsergebnisse wurden als Freisprüche für die beschuldigten Wissenschaftler gewertet. Phil Jones wurde im Juli 2010 in das neugeschaffene Amt des Forschungsdirektors an der University of East Anglia versetzt. Die Universität betonte, dass es sich dabei keinesfalls um eine Degradierung handele.
Im August 2010 entschuldigte sich die BBC bei der University of East Anglia dafür, dass ein BBC-Moderator im Dezember 2009 davon gesprochen hatte, dass Forscher der Universität die Klimadebatte verzerrt hätten. Diese Aussage sei falsch gewesen, wofür er sich im Namen der Sendung aufrichtig entschuldige, erklärte Stephen Mitchell, BBC-Vizedirektor und Leiter der BBC-Nachrichtenprogramme.
Der Ausschuss unter Ronald Oxburgh bestätigte auf Anfrage, dass er sich nicht von der Qualität, sondern nur von der wissenschaftlichen Integrität der Arbeit der CRU überzeugen wollte. Phil Willis, Baron Willis of Knaresborough, Vorsitzender des ebenfalls in der Angelegenheit tätigen Wissenschaftsausschusses des britischen Parlaments, sprach in dem Zusammenhang von einem „Taschenspielertrick“. Der Labour-Abgeordnete Graham Stringer kritisierte sowohl die Berichte der Oxburgh- als auch der Russell-Kommission.
Dagegen begrüßte Sir Brian Hoskins, Klimaforscher und Professor am Imperial College London, die „gründliche und faire Prüfung“ durch die Oxburgh-Kommission. Sir Martin Rees, damaliger Präsident der Royal Society, erklärte, man solle „Lord Oxburgh und seinen Expertenkollegen“ dankbar sein für den „gründlichen Bericht“, der „eine autoritative Einschätzung der CRU-Forschung“ liefere und klare Empfehlungen mache.

## Öffentliche Diskussion
Christopher Schrader sprach in einem Kommentar in der Süddeutschen Zeitung von einem „Fest für Klimaskeptiker“. Obwohl sich am wissenschaftlichen Sachstand durch die Veröffentlichung der E-Mails nichts geändert habe, würden Thesen einiger weniger Skeptiker deutlich breiter von den Medien thematisiert.

### Kommentare von Wissenschaftlern
Jones gab zu, einige „ziemlich grässliche“ (pretty awful) E-Mails geschrieben zu haben, wies aber Manipulationsvorwürfe zurück. Es sei zudem nicht üblich, Modelle und Rohdaten offenzulegen. Er bedauerte, die Anfragen unter dem Freedom of Information Act nicht ernst genug genommen zu haben, erklärte aber auch, diese seien gezielt dazu missbraucht worden, die Arbeit der CRU zu behindern. Der ebenfalls betroffene Michael Mann bezeichnete die Veröffentlichung der E-Mails als Sabotageversuch gegenüber der UN-Klimakonferenz in Kopenhagen.
Richard Somerville, einer der Hauptautoren des Vierten Sachstandsberichts des IPCC, bezeichnete den Vorfall als Teil einer Hetzkampagne, deren Ziel die Sabotage der UN-Klimakonferenz in Kopenhagen sei. Raymond Pierrehumbert verurteilte den Datendiebstahl und verteidigte Phil Jones und Michael Mann, die lediglich ihrer Arbeit nachgehen würden. Der Vorfall repräsentiere eine neue Eskalation der Kontroverse; möglicherweise könnten Manipulationen von Daten und Modellen in Zukunft folgen. Kevin Trenberth wirft den Tätern vor, nur solche Materialien veröffentlicht zu haben, die Klimaleugnern in der Kontroverse um die globale Erwärmung zu ihrem Zweck missbrauchen könnten.
Die Herausgeber der Fachzeitschrift Nature sowie verschiedene Klimawissenschaftler, unter ihnen Hans von Storch und Hans Joachim Schellnhuber, sehen in den E-Mails keinerlei Anhaltspunkte für die „Verschwörungstheorien der Leugner“; Nature nennt eine solche Interpretation der E-Mails „paranoid“. Die Korrektheit der vom CRU erhobenen Daten zur globalen bodennahen Lufttemperatur werde durch die E-Mails nicht in Frage gestellt. Der anthropogene Klimawandel sei Realität und werde künftig noch stärker in Erscheinung treten.
Judith Curry warf Mann und anderen eine „Wagenburg-Mentalität“ vor, die das Prinzip des offenen Austauschs in der Wissenschaft verletze. Von Storch sieht in den E-Mails den Versuch, alternative Ansichten aus dem wissenschaftlichen Prozess herauszuhalten, etwa indem Daten anderen Forschern nicht zugänglich gemacht worden seien. Insbesondere Phil Jones und Michael Mann sollten aufgrund ihres „unwissenschaftlichen Verhaltens“ künftig von solchen Verfahren ausgeschlossen werden. Stefan Rahmstorf kritisierte diese Forderung als unsachlich. Laut James E. Hansen habe der Vorfall zwar keinen Effekt auf die Erkenntnisse der Klimatologie, allerdings repräsentierten einzelne E-Mails schlechte Entscheidungen. Hansen empfiehlt, dass Daten öffentlich zugänglich gemacht und dem Konsens widersprechende Forschungsarbeiten nicht an der Veröffentlichung gehindert werden sollten, auch wenn sie von schlechter Qualität seien.
Die American Association for the Advancement of Science, Herausgeberin des Wissenschaftsmagazins Science, befürchtete, dass die Bemühungen, die Treibhausgasemissionen zu reduzieren, durch den Vorfall geschwächt würden.

### Stellungnahmen von Politikern
Im Vorfeld der UN-Klimakonferenz in Kopenhagen wies die britische Regierung die im Zusammenhang mit dem Vorfall erhobenen Vorwürfe scharf zurück. Der damalige Premierminister Gordon Brown erklärte, man dürfe sich nicht von „wissenschaftsfeindlichen“ Klimaskeptikern ablenken lassen. Sein Umweltminister Ed Miliband bezeichnete die Skeptiker als „Klimasaboteure“, die Daten missbrauchten und Menschen in die Irre führten. UNO-Generalsekretär Ban Ki-moon erklärte ebenfalls im Vorfeld von Kopenhagen, der Vorfall habe keinen Zweifel am wissenschaftlichen Konsens über den anthropogenen Anteil an der globalen Erwärmung geweckt. Bei einer Senatsanhörung Anfang 2010 wies auch US-Energieminister und Physik-Nobelpreisträger Steven Chu Zweifel an der Forschung zurück und verwies auf die umfangreiche wissenschaftliche Beweislage zum Klimawandel.

### Untersuchungsberichte
- The disclosure of climate data from the Climatic Research Unit at the University of East Anglia – Bericht des Science and Technology Committee (PDF; 312 kB)
- Report of the International Panel set up by the University of East Anglia to examine the research of the Climatic Research Unit – Abschlussbericht der Untersuchungskommission der University of East Anglia und der Royal Society (PDF; 87,1 MB)
- The Independent Climate Change E-mails Review – Abschlussbericht der Untersuchungskommission unter Sir Muir Russell (PDF; 1,4 MB)
- RA-10 Final Investigation Report and Decision, RE: Professor Michael E. Mann – Abschlussbericht der Kommission der Pennsylvania State University
- Closeout Memorandum – Abschlussbericht des Inspector General der National Science Foundation (PDF; 288 kB)